# Castlederg

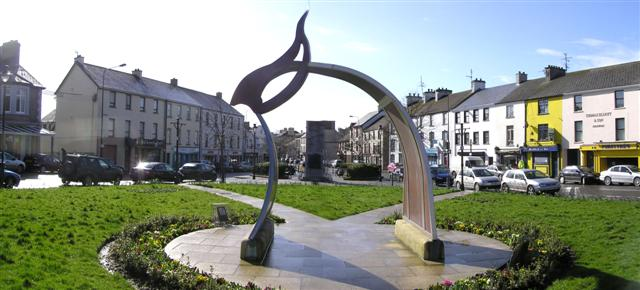
Castlederg.

Castlederg (iriska: Caisleán na Deirge) är ett samhälle i Tyrone i Nordirland, belägen på floden Derg. Samhället har ett slott och två antika gravvårdar som är kända som Druid's Altar och Todd's Den. Castlederg hade år 2001 ett invånarantal på 2 758 invånare. Den tillhör distriktet Derry City and Strabane.

## The Troubles
Castlederg kallas ofta för det mest bombade samhället (av IRA) i Nordirland under The Troubles, trots att samhället har fått denna titel finns även Strabane, ett samhälle som fått samma titel.